# Battaglia di Montichiari (1420)
La battaglia di Montichiari, nota come battaglia di San Giorgio, fu una battaglia che si svolse l'8 ottobre 1420, nei pressi di Montichiari, al confine con Carpenedolo. Fu combattuta tra l'esercito del Ducato di Milano, al comando di Francesco Bussone "il Carmagnola" e le milizie di Pandolfo III Malatesta, signore di Brescia.

## Antefatti
Nel 1404 Pandolfo III Malatesta, grazie anche all'appoggio del fratello Carlo I Malatesta, ottenne il riconoscimento della signoria di Brescia. Ex generale dei Visconti, essendo i suoi signori in debito con lui e non avendo moneta con cui pagarlo, gli affittano Brescia, in modo che si ricompensi con le decime cittadine. In realtà Pandolfo III instaura una vera e propria signoria, con una corte di tutto rispetto, ricca di istituzioni laiche e religiose, animata dai maggiori artisti dell'epoca.
Il Malatesta subisce l'invasione delle truppe viscontee comandate da Francesco Bussone detto "il Carmagnola", nel 1419, anno in cui perde il controllo della città di Bergamo. L'esercito di Lodovico Migliorati viene sconfitto a Montichiari l'8 ottobre 1420 e Pandolfo è costretto a venire a patti con il duca di Milano, cedendo Brescia per un risarcimento di 34 000 ducati e permettendo così l'ingresso del Carmagnola in città il 21 marzo 1421.